# Villaroger
Villaroger est une commune française située dans le département de la Savoie, en région Auvergne-Rhône-Alpes.
Commune du massif de la Vanoise dans la vallée de la Tarentaise, le village est relié au domaine skiable des Arcs, faisant lui-même partie du domaine skiable Paradiski (regroupant Les Arcs et La Plagne), par la télécabine de Villaroger qui remplace les anciens télésièges du Replat et du Plan des Violettes.

## Géographie

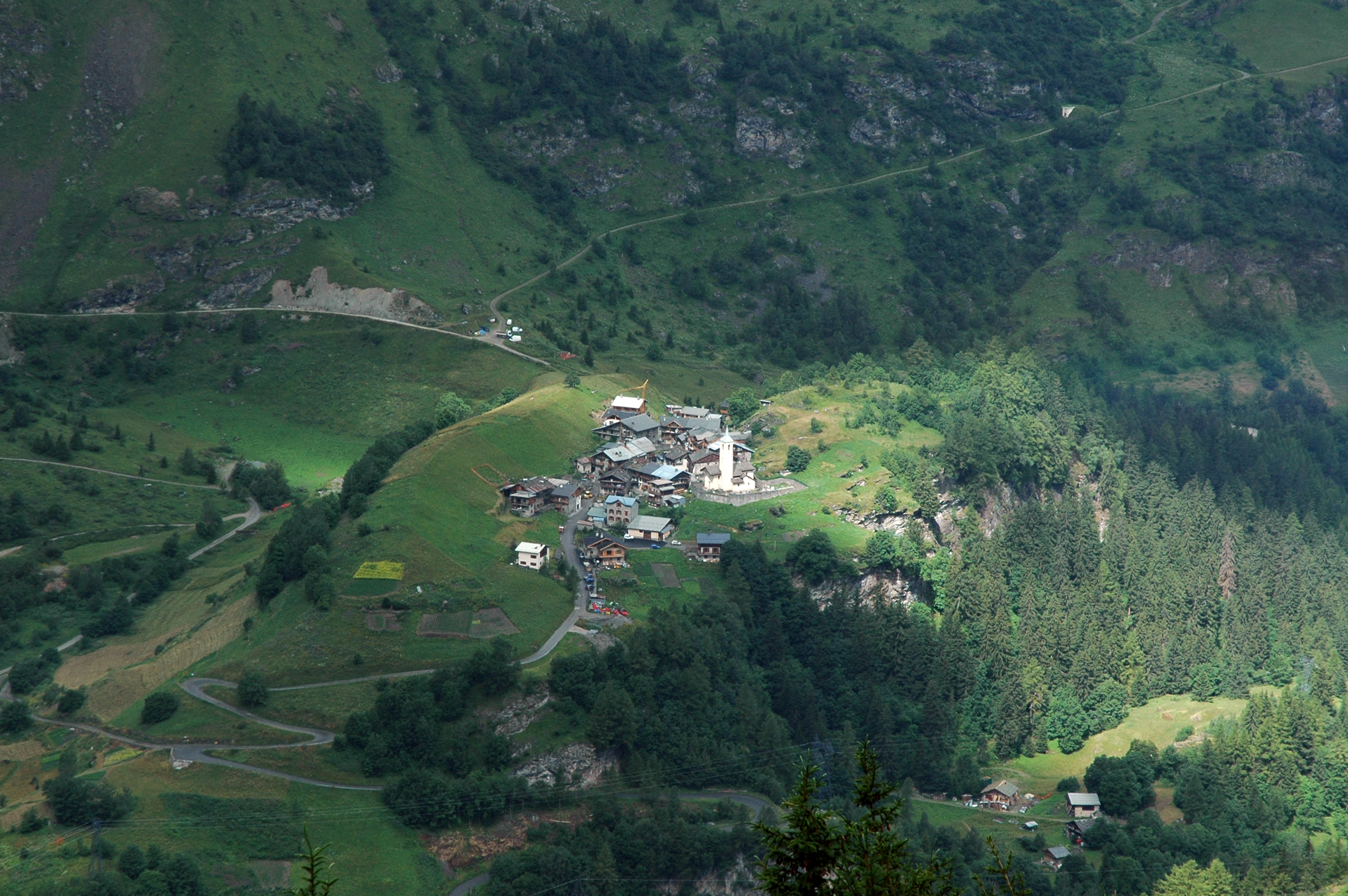
La Gurraz.

Le village se situe à 1 090 m d'altitude, sur la rive gauche de l'Isère. Sa partie basse débute au hameau de la Bonneville à 890 m d'altitude puis monte vers le hameau du Planchamp à 1 100 m d'altitude et le hameau du Loissel à 1 050 m d'altitude. L'accès au domaine skiable des Arcs se situe entre les hameaux du Pré Derrière (appellation officielle, la dénomination exclusivement utilisée par les habitants étant « Le Pré Dernier ») et du Pré à 1 210 m d'altitude, celui à la réserve naturelle nationale des Hauts de Villaroger (10,62 km²) se fait au hameau du Planay qui se situe à 1 300 m d'altitude tandis que les deux points d'entrée directe dans le parc national de la Vanoise (528,39 km²) se situent à la sortie de village de la Gurraz, implanté à 1 600 m d'altitude à proximité du hameau de la Savinaz qui est à 1 540 m d'altitude. La commune comporte de fortes pentes de plus de 50 % sur la moitié de son territoire et six sommets : celui du mont Pourri à 3 779 m d'altitude, celui de l'aiguille Rouge à 3 226 m d'altitude, celui de l'aiguille du Saint-Esprit à 3 419 m d'altitude, celui du Dôme de la Sache à 3 601 m d'altitude, celui du Grand Parei à 3 365 m d'altitude et celui du mont Turia à 3 653 m d'altitude.
La commune de Villaroger s'étend sur 28,15 km ². Elle est longée par la rivière Isère ; elle est traversée par le torrent de Pissevieille ainsi que par les ruisseaux de la Savinaz, du Planay, du Lavancher, des Gourettes (appelé officiellement « nant des Gourettes »), des Fresses, du mont Pourri et des Rossets. Elle a cinq glaciers : Savinaz, Gurraz, Inverneau, Turia et Grand Col ainsi que des lacs comme celui des moraines de Riondaz. Une grande partie de son territoire est recouvert de forêts entre 845 et 2 200 mètres d'altitude sur 5,5 km² soit 1/6 du territoire.

### Communes limitrophes
|                     | Séez, Montvalezan |                       |
| Bourg-Saint-Maurice | Villaroger        | Sainte-Foy-Tarentaise |
| Peisey-Nancroix     | Tignes            |                       |

## Urbanisme

### Typologie
Au 1er janvier 2024, Villaroger est catégorisée commune rurale à habitat dispersé, selon la nouvelle grille communale de densité à sept niveaux définie par l'Insee en 2022.
Elle est située hors unité urbaine. Par ailleurs la commune fait partie de l'aire d'attraction de Bourg-Saint-Maurice, dont elle est une commune de la couronne,. Cette aire, qui regroupe 9 communes, est catégorisée dans les aires de moins de 50 000 habitants,.

### Occupation des sols
L'occupation des sols de la commune, telle qu'elle ressort de la base de données européenne d’occupation biophysique des sols Corine Land Cover (CLC), est marquée par l'importance des forêts et milieux semi-naturels (94,2 % en 2018), en diminution par rapport à 1990 (95,1 %). La répartition détaillée en 2018 est la suivante : 
espaces ouverts, sans ou avec peu de végétation (39,2 %), forêts (29,1 %), milieux à végétation arbustive et/ou herbacée (25,9 %), zones agricoles hétérogènes (5,8 %).
L'IGN met par ailleurs à disposition un outil en ligne permettant de comparer l’évolution dans le temps de l’occupation des sols de la commune (ou de territoires à des échelles différentes). Plusieurs époques sont accessibles sous forme de cartes ou photos aériennes : la carte de Cassini (XVIIIe siècle), la carte d'état-major (1820-1866) et la période actuelle (1950 à aujourd'hui).

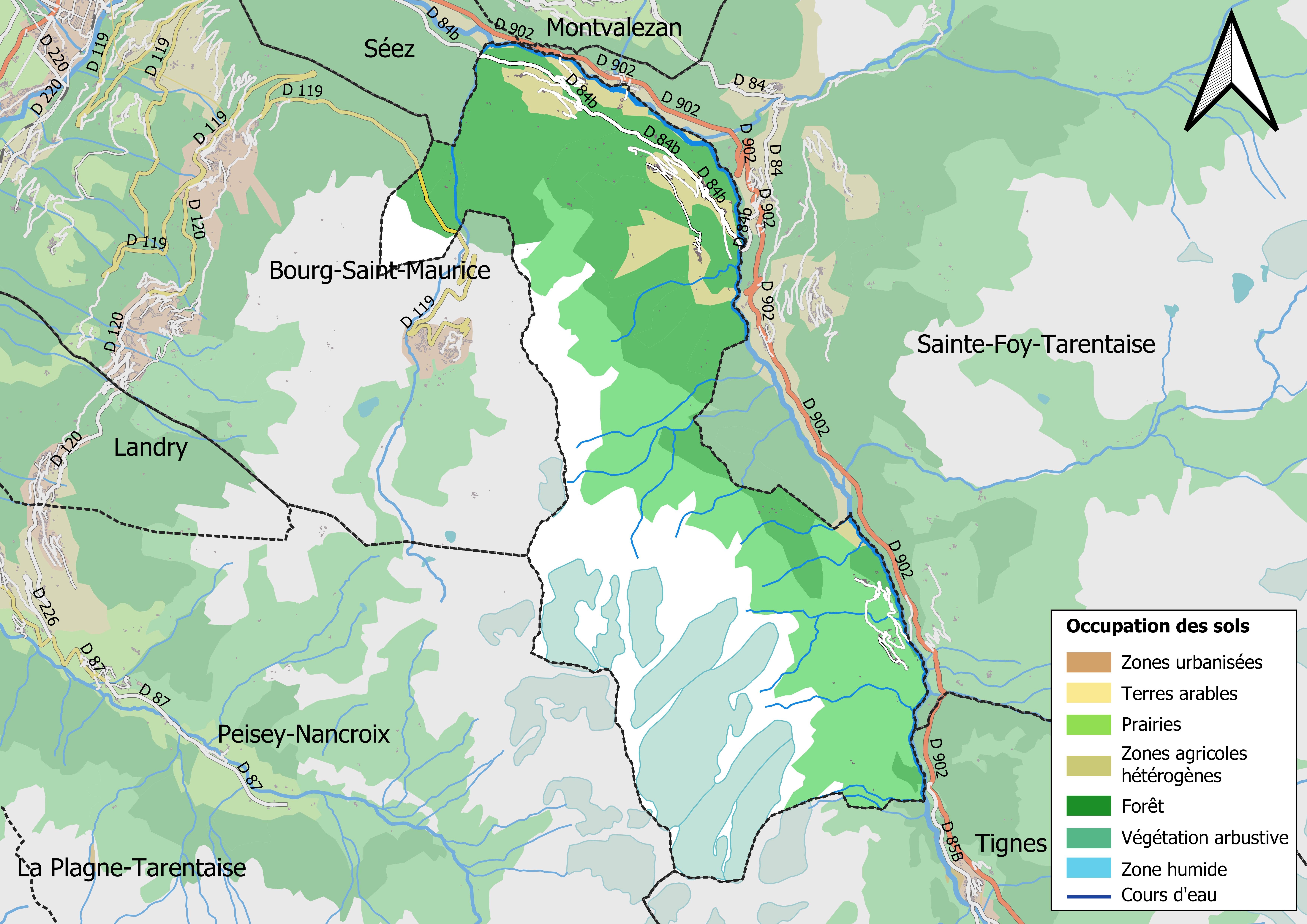
Carte des infrastructures et de l'occupation des sols en 2018 (CLC) de la commune.
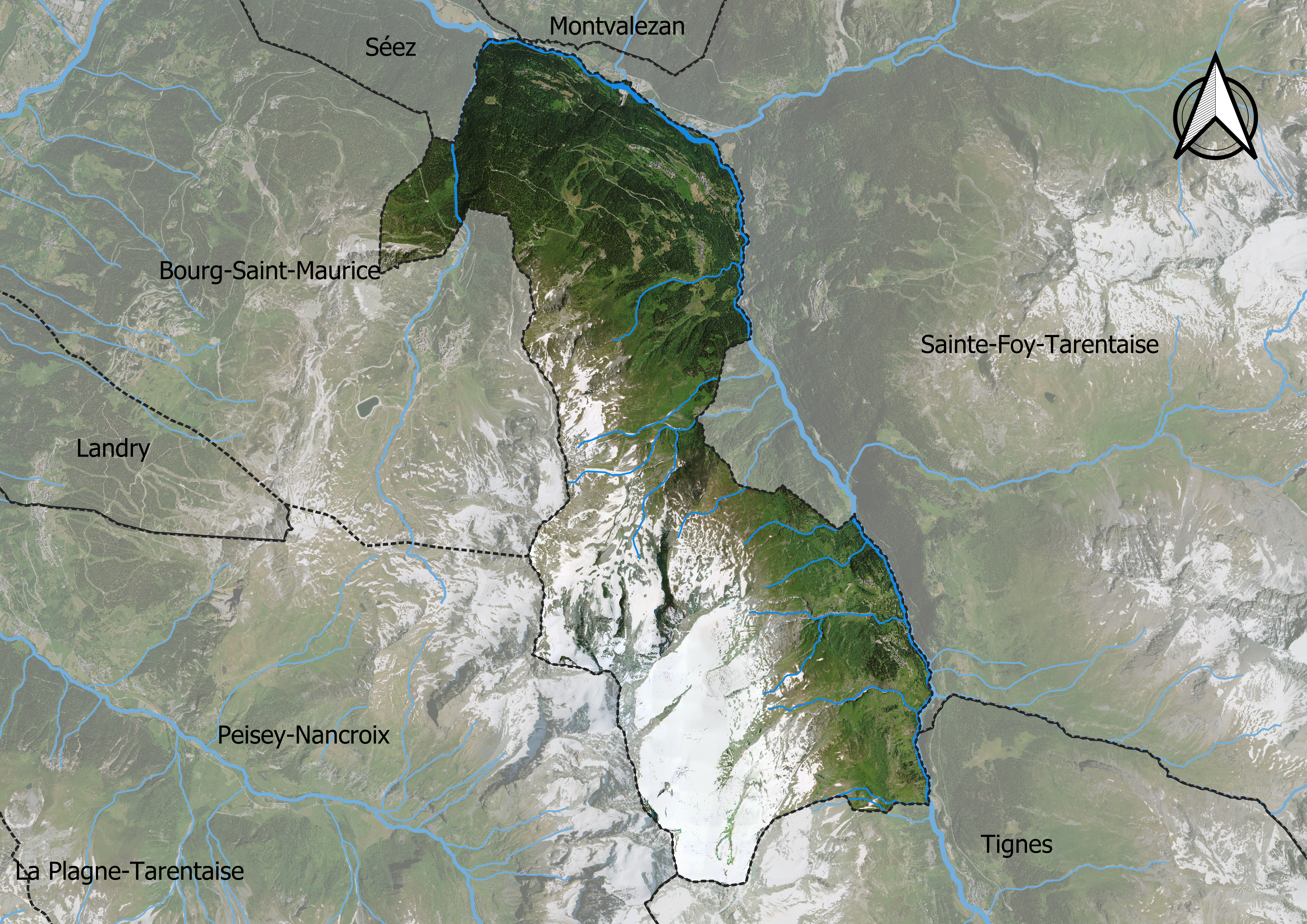
Carte orthophotogrammétrique de la commune.

### Voies de communication et transports
On accède à la station par la route, via une voie express extension de l'A430, en provenance de la combe de Savoie et d'Albertville, qui reprend la RN 90 (route nationale 90). La voie express se termine au niveau de la commune de Moûtiers et la route se poursuit à deux voies avec quelques passages à 3 ou 4 voies jusqu'à Centron (commune d'Aime). Au sortir de la ville de Bourg-Saint-Maurice, il faut suivre la direction de la commune en suivant la D 902 jusqu'à La Bonneville ou jusqu'à Sainte-Foy-Tarentaise.
Par ailleurs, le TGV et des TER arrivent jusqu'en gare de Bourg-Saint-Maurice toute l'année et des liaisons via l'Eurostar et le Thalys depuis Londres et Bruxelles sont mises en place lors de la saison touristique hivernale. La station se situe à 15 kilomètres et est accessible par des liaisons régulières en autocar ou en taxi.
On peut aussi atterrir dans les aéroports internationaux de Lyon-Saint-Exupéry (219 km - 2 h 45 min) et Genève (208 km - 2 h 35 min), ainsi que celui de Chambéry - Savoie (142 km - 1 h 40 min).

## Toponymie
La première mention de la commune remonte à 1258 où la paroisse apparait sous la forme de Villa Rogier. Selon cette première mention, il s'agirait de la villa de Roger. Toutefois, les formes successives suggèrent « clairement que cette paroisse s'appelle Villar Ogier » soit le villard de Ogier ou Oger. Ainsi, selon Adolphe Gros, la première mention serait la conséquence d'une erreur de copiste qui aurait décomposé Villarogier en Villa Rogier plutôt que Villar Ogier.
En francoprovençal, le nom de la commune s'écrit Vlaodjé, selon la graphie de Conflans (Vlarodjé ?).

## Histoire

### Période médiévale
Villaroger relevait probablement de Sainte-Foy, ou peut-être de Séez. Son érection en paroisse n'est pas précisément connue, même si des indices préfigurent une création vers le XIe siècle. Elle est mentionnée pour la première fois en 1258, dans un partage entre le Chapitre régulier et le Chapitre séculier.
La paroisse de Villaroger a appartenu à la seigneurie de La Val d'Isère avec les paroisses de Tignes, Montvalezan, Sainte-Foy, ainsi que Séez, qui est le centre de celle-ci,. Cette seigneurie dépendait initialement de la famille de Briançon, puis à la fin du XIIIe siècle, sous le règne du comte Philippe Ier de Savoie, elles passent sous le contrôle direct des Savoie.
En 1310, la seigneurie de la Val d'Isère passe aux Beaufort, puis, au XVe siècle, aux Mareschal de Duin et enfin par mariage à la famille d'Allinges-Coudrée.

### Période contemporaine
En 1714, le village de la Gurraz est érigée en paroisse indépendante.
En 1780, le territoire est décrit comme essentiellement agricole, on y compte 435 vaches, 245 moutons et brebis ainsi que 358 boucs et chèvres et on y cultive de l'orge, de l'avoine, des fèves et des pommes de terre. Dès le XVIIIe siècle, le village connait des migrations l'hiver vers les grandes villes comme Paris pour y effectuer des activités de colporteurs, de ramoneurs et de déménageurs. Le village comprend aussi des maçons, des charpentiers, des menuisiers, des tisserands, des tailleurs et des cordonniers.
Le 31 janvier 1784, les communiers obtiennent du marquis Joseph Joachim d'Allinges, vicomte de Tarentaise et de la Val d'Isère, l'affranchissement de leur paroisse contre 10 000 livres.
Le village de la Gurraz avait une fonderie et une mine de fer oxydée jusqu'à une avalanche au XVIIe siècle ainsi qu'une carrière de grès anthracifère pour les pierres à meule et de lauze et une mine de cuivre pyriteux. Il a connu une épidémie de peste en 1630, un grand incendie le 15 janvier 1871 et une épidémie de variole entre le 25 juillet et le 20 septembre 1884 qui fit 53 malades dont 22 morts sur une population de 149 habitants.
Au chef-lieu, une école de garçons est construite en 1775 puis une école de filles en 1829 qui fonctionnaient de décembre à mars pour permettre aux enfants de garder le bétail le reste de l'année. Les effectifs étaient d'une centaine d'enfants. Elle est fermée depuis le début des années 2000. Une école a fonctionné dans le hameau du Planay entre 1865 et 1944.
Une école primaire fut fondée le 15 juillet 1829 à la Gurraz par une donation du curé Jean-Joseph Chavoutier. Une annexe était parfois ouverte dans le hameau de la Savinaz. En 1865, le conseil municipal ouvre une école primaire temporaire dans le village de la Gurraz puis y construit un bâtiment à titre définitif en 1895, elle est toujours en activité. Le village de la Gurraz a sa propre paroisse à compter de l'automne 1714 lors la construction de l'église Saint Roch en remplacement d'une chapelle du même nom, son premier curé fut Jean-Gaspard Arnaud (1714-1740) suivi d'Uldéric Bal (1740-1750), de Jean-Joseph Chanu (1752-1759), de Joseph Bal (1759-1765) et de François Bal (1765-1793). La Gurraz eut le statut de commune autonome de 1857 à 1860 accordée par l'administration sarde.
Pendant la Première Guerre mondiale, la commune de Villaroger perd 33 de ses appelés « Morts pour France ».
La première remontée mécanique au hameau du Pré Derrière vers les Arc 2000 est mise en service lors des vacances de Noël 1982.

## Politique et administration
La commune fait partie de la maison de l'intercommunalité de Haute-Tarentaise dont le siège se trouve dans la commune voisine de Séez.

### Tendances politiques
Élection présidentielle (2d tour) :
- 2022 : Emmanuel Macron 51,70 % - Marine Le Pen 48,30 %
- 2017 : Emmanuel Macron 64,46 % - Marine Le Pen 35,54 %

Élections Législatives (2d tour) :
- 2022 : Vincent Roland (LR) 64,08 % - Cédric Morand (NUPES-LFI) 35,92 %
- 2017 : Vincent Roland (LR) 65,33 % - Philippe Troutot (Parti Radical) 34,67 %

Élections Régionales (2d tour) :
- 2021 : Laurent Wauquiez (LR) 73,38 % - Fabienne Grebert (EELV) 17,99 % - Andréa Kotarac (RN) 8,63 %
- 2015 : Laurent Wauquiez (LR) 43,53 % - Jean-Jack Queyranne (PS) 30,59 % - Chrsitophe Boudot (FN) 25,88 %

Élections référendaires :
- Référendum de 2005 relatif au traité établissant une Constitution pour l'Europe : 41,07 % pour le Oui, 58,93 % pour le Non, 72,15 % de participation.

### Administration municipale
Le conseil municipal de Villaroger est composé d'un maire et de dix conseillers municipaux. Les villages de la Gurraz et de la Savinaz formaient de mai 1872 jusqu'en mars 2014 une section communale qui élisait quatre conseillers municipaux dont un adjoint spécial.
Voici ci-dessous le partage des sièges au sein du conseil municipal :

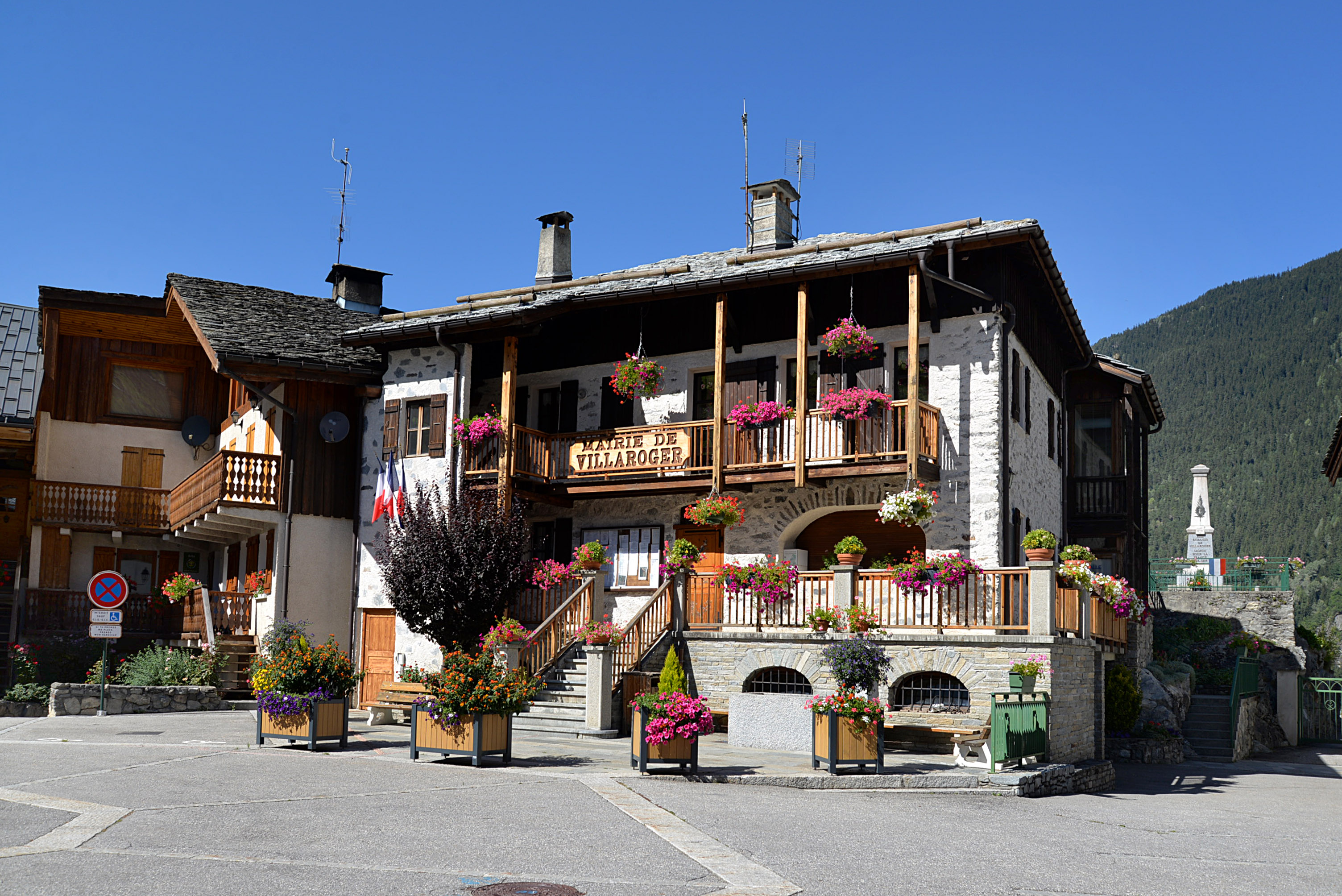
La mairie.

### Liste des maires
| Période                                  | Période   | Identité                 | Étiquette | Qualité                                          |
| ---------------------------------------- | --------- | ------------------------ | --------- | ------------------------------------------------ |
| 1860                                     | 1865      | Charles-Antoine Emprin   |           |                                                  |
| 1865                                     | 1878      | François Emprin          |           |                                                  |
| 1878                                     | 1881      | Célestin Arnaud          |           |                                                  |
| 1881                                     | 1896      | François Emprin          |           |                                                  |
| 1896                                     | 1912      | Stanislas Emprin         |           |                                                  |
| 1912                                     | 1925      | Charles Marie Recordon   |           |                                                  |
| 1925                                     | 1929      | Gustave Servonnet        |           |                                                  |
| 1929                                     | 1941      | François Emprin          |           |                                                  |
| 1941                                     | 1944      | Célestin Emprin          |           |                                                  |
| 1944                                     | 1965      | Edmond Borrel            |           | Maire provisoire élu par le comité de Libération |
| 1965                                     | 1973      | Roland Boy               | PCF       |                                                  |
| septembre 1973                           | mars 1977 | Fernand Jeantet          | PCF       |                                                  |
| mars 1977                                | mars 1983 | Henri Béjean             | PS        |                                                  |
| mars 1983                                | mars 2001 | Fernand Jeantet          | PCF       |                                                  |
| mars 2001                                | mars 2014 | Gaston Pascal-Mousselard | SE        | Président de la communauté de communes 2011-2020 |
| mars 2014                                | En cours  | Alain Emprin             | SE        |                                                  |
| Les données manquantes sont à compléter. |           |                          |           |                                                  |

## Population et société
Les habitants de la commune sont appelés les Villarogiens

### Démographie
L'évolution du nombre d'habitants est connue à travers les recensements de la population effectués dans la commune depuis 1793. Pour les communes de moins de 10 000 habitants, une enquête de recensement portant sur toute la population est réalisée tous les cinq ans, les populations de référence des années intermédiaires étant quant à elles estimées par interpolation ou extrapolation. Pour la commune, le premier recensement exhaustif entrant dans le cadre du nouveau dispositif a été réalisé en 2008.

En 2022, la commune comptait 359 habitants, en évolution de −4,77 % par rapport à 2016 (Savoie : +3,63 %, France hors Mayotte : +2,11 %).
| 1793 | 1800 | 1806 | 1822 | 1838 | 1848 | 1858 | 1861 | 1866 |
| ---- | ---- | ---- | ---- | ---- | ---- | ---- | ---- | ---- |
| 600  | 746  | 729  | 800  | 854  | 900  | 757  | 738  | 684  |

| 1872 | 1876 | 1881 | 1886 | 1891 | 1896 | 1901 | 1906 | 1911 |
| ---- | ---- | ---- | ---- | ---- | ---- | ---- | ---- | ---- |
| 649  | 592  | 609  | 615  | 643  | 532  | 482  | 506  | 503  |

| 1921 | 1926 | 1931 | 1936 | 1946 | 1954 | 1962 | 1968 | 1975 |
| ---- | ---- | ---- | ---- | ---- | ---- | ---- | ---- | ---- |
| 555  | 505  | 509  | 505  | 504  | 477  | 322  | 284  | 274  |

| 1982 | 1990 | 1999 | 2006 | 2008 | 2013 | 2018 | 2022 | - |
| ---- | ---- | ---- | ---- | ---- | ---- | ---- | ---- | - |
| 256  | 374  | 368  | 400  | 409  | 380  | 356  | 359  | - |

### Enseignement
La commune de Villaroger est située dans l'académie de Grenoble. Elle administre une école primaire à classe unique d'une douzaine d'élèves au village de la Gurraz. Elle dépend du collège et du lycée de Bourg-Saint-Maurice

### Médias

#### Radios et télévisions
La commune est couverte par des antennes locales de radios dont France Bleu Pays de Savoie, Radio Courchevel... Enfin, la chaîne de télévision locale TV8 Mont-Blanc diffuse des émissions sur les pays de Savoie. Régulièrement l'émission La Place du village expose la vie locale de la vallée de la Tarentaise. France 3 et son décrochage France 3 Alpes, peuvent parfois relater les faits de vie de la commune.

#### Presse et magazines
La presse écrite locale est représentée par des titres comme Le Dauphiné libéré avec une édition locale, et l'hebdomadaire La Savoie.

### Compétition sportive
En juillet, Villaroger est le départ d'une compétition de double Kilomètre vertical (K2), avec une arrivée au sommet de l'Aiguille Rouge.
Le village a également accueilli le 28 août 2022 l'arrivée de la dernière étape du Tour de l'avenir regroupant les espoirs du cyclisme de moins de 23 ans.

### Cultes
Les deux églises et les chapelles sont désormais intégrées à la paroisse Saint Maurice en Haute Tarentaise, qui fait partie du doyenné de Haute Tarentaise, dont le siège se trouve à Bourg-Saint-Maurice. Elle se trouve dans l'archidiocèse de Chambéry, Maurienne et Tarentaise.

## Économie
La commune possède une usine hydroélectrique à Bonneville - La Viclaire construite entre 1919 et 1927. Il y a 5 exploitations agricoles en 2005 sur une surface agricole utilisée de 293 hectares en dessous de 1700 mètres d'altitude ainsi que des alpages sur une surface de 470 hectares. Il s'agit surtout d'élevage ovins (230 brebis et 260 agneaux); bovin laitier (50 vaches) pour la fabrication du fromage Beaufort et de caprins (170 chèvres) dont est issu le fromage Le Tarentais dans le hameau du Planay et le Persille de Tignes dans le hameau de la Savine où se situe la dernière ferme qui produit ce fromage à base de lait de chèvres et de lait de vaches depuis la construction du barrage en 1953. 50 à 60 ruches pour la production de miel sont présentes sur le territoire. on note la présence de deux restaurants dans le hameau du Pré et d'entreprises artisanales (plomberie, tapisserie, électricité, travaux publics, menuiserie, charpenterie et ébénisterie.

### Tourisme

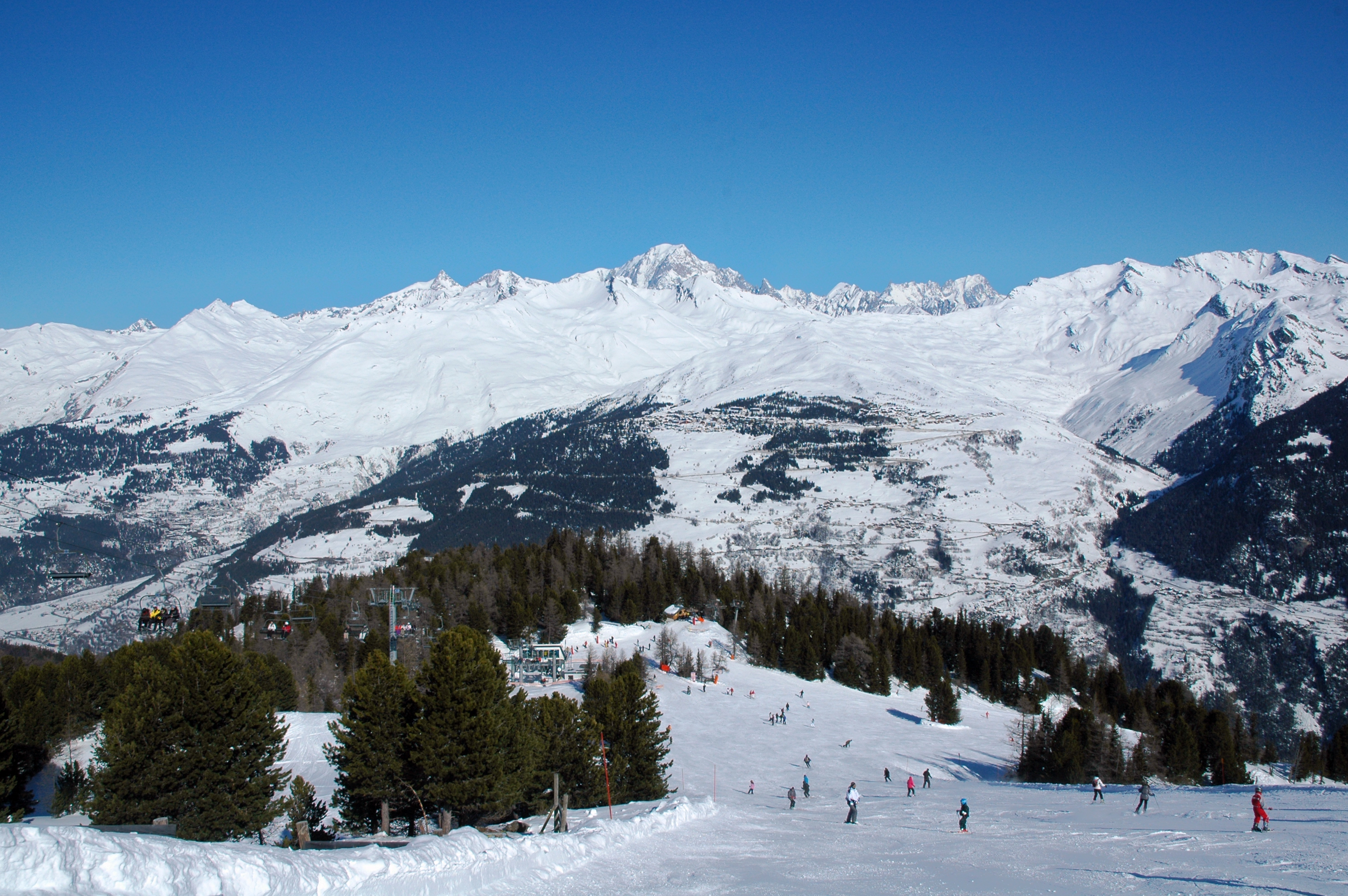
Les pistes des Arcs au-dessus de Villaroger.

Villaroger est une station de sports d'hiver appartenant au domaine skiable des Arcs et ainsi au grand domaine de Paradiski. On y accède à partir du village du Pré avec 20 km de pistes .
Au village du Planay, on accède à la réserve naturelle nationale des Hauts de Villaroger crée en 1991 pour protéger l'oiseau Tétras-lyre et le chamois sur 1062 hectares entre 1200 et 650 mètres d'altitude gérée par l'Office national des forêts (OMF)
Au parking du Chantel à la sortie du village de la Gurraz, on est à la porte du parc national de la Vanoise
En 2014, la capacité d'accueil de la station, estimée par l'organisme Savoie Mont Blanc, est de 995 lits touristiques répartis dans 193 établissements. Deux refuges (refuge de La Martin et refuge de Turia) si situent sur le territoire de la commune.

#### Flore et faune
Le commune possède une riche flore de 460 espèces de lichens, de 400 espèces de champignons, de 9 espèces de plantes rares et protégées : potentille blanc de neige, primevère du Piémont, trèfle des rochets, cortuse de Matthiole, saxifrage fausse mousse, rhapontique de Alpes et d'autres plus symboliques : lis martagon et orangé, l'edelweiss, gentianes bleues... Certaines sont à usage alimentaire comme la gentiane jeune et les génépis qui servent à la préparation de liqueurs tandis que les framboises et les myrtilles sont aussi présentes. D'autres sont à usage médicale comme l'arnica des montagnes (propriétés anti-inflammatoires), le millepetuis perforé (propriétés antalgiques et balsamiques) consommé sous forme de thé des montagnes, la reine des près contre les rhumatismes, les baies de genevrier (antiseptiques) ou resine de mélèze (pommade). Certaines sont toxiques comme le dompte-venin officinal, le colchique et le vérâtre. Le bois de pin cembro est antimites, le bois de frêne sert à fabirquer le manche des râteaux, l'épicéa, le sapin pectiné et le noisetier, le bouleaux servent à faire des balais. L'aulne vert sert à chauffer les maisons. On note la présence de jouarbe aranéeuse, de renouée bistorte, des coquelicots, du sorbier des oiseleurs, du lis martagon, de l'ail victorial, de mégaphorbiaie, de streptope à feuilles embrassantes, du pigamon à feulles d'ancolie... et de beaucoup de andes (à génevrier, à rhododendron...) et des landines (à azalée naine, à mousse et à myrtlle)
La faune de la commune est composée de 132 espèces vertébrés dont des mammifères : marmotte alpine, campagnol des neiges, lièvre variable, bouquetin des Alpes, musaraigne carrelet ou musette, renard, blaireau, fouine, lérot, taupe, martre, hermine, écureuil, sanglier, cerf, chevreuil, des chauves-souris (19 types)... des oiseaux : aigle royal, gélinotte des bois, lagopède alpin, perdrix bartavell, chouette de Tengmalm, chevêtte d'Europe, pipit spioncelle, cingle plongeur, chocard à bec jaune, crave à bec rouge, niverolle, tichodrome échelette, sizerin flammé, fauvettes babillarde, pouillot de Bonelli, roitelé huppé et des mésanges, tarin des aulnes, merles à plastron... des reptiles : lézard vivipare et des murailles, orvet, vipère aspic et coronelle lisse, des amphibiens : grenouille rousse et triton alpestre, des poissons : truite de rivière ou arc-en-ciel, chabot..., ainsi que des invertébrées : papillons tel que la petite tortue, le vulcain, le damier rouge et la belle dame, machaon, grand nacré, grand apollon, azuré du serpolet, solitaire, criquet des pâtures, grande sauterelle verte ou cymbalière...

## Culture locale et patrimoine

### Lieux et monuments
Églises
- Église Notre-Dame-de-l’Assomption, dans le chef-lieu de Villaroger, également dédiée à Sainte Catherine d'Alexandrie (martyre du IXe siècle), fondée au XIe siècle, mentionnée au XIIIe siècle, située à 1 100 mètres d'altitude, elle est restaurée et agrandie en 1670 grâce à une souscription populaire puis par la commune en 1992. Son intérieur comprend trois retables sculptés, peints et dorés de style baroque. Son clocher reçoit la foudre le 21 décembre 1741, avant d'être reconstruit en 1752 et son toit a été dégradé par une tempête en 1830[24],[25].
- Église Saint-Roch de La Gurraz, en forme de croix latine sur 16 m de longueur et 4 m de largeur avec deux chapelles dans un style baroque[26], construite sur l'emplacement d'une chapelle dédiée à saint Théodule. Achevée à l'automne 1714 grâce à un don des frères Jean-Pierre et Joseph Borrelet, négociants issus du village. Consacrée le 25 juillet 1729[17]. Restaurée par la commune en 1992. Située à 1 600 mètres d'altitude. Elle comporte un grand tableau sur l'Assomption de la Vierge exécuté en 1839 par le chevalier du Cameau, une statue de Marie, une statue de saint Jean et un grand christ sculpté[25].

Chapelles
- Chapelle Saint-Martin (La Savine), fondée en 1633, construite à 1 540 mètres d'altitude[25].
- Chapelle Saint-Michel (Le Pré), fondée en 1677, restaurée en 1965, construite à 1 205 mètres d'altitude[25].
- Chapelle Saint-Jean-Baptiste (Pré Derrière), fondée en 1633, restaurée en 1832, construite à 1 210 m d'altitude[25].
- Chapelle Sainte-Marguerite (Le Planay), fondée en 1633, construite à 1 300 mètres d'altitude[25].
- Chapelle Saint-Jacques (le Loissel), fondée en 1618, restaurée en 1790, 1923 et 2022, construite à 1 050 mètres d'altitude[25].
- Chapelle Saint-Jean (Le Planchamp), fondée en 1630, restaurée en 1962, construite à 1 100 mètres d'altitude[25].
- Chapelle Sainte-Barbe (La Bonneville), fondée en 1633, restaurée en 1954, construite à 910 mètres d'altitude[25].

Petit patrimoine
- Le four à pain de La Gurraz, construit en 1871, servant lors de la fête de la Saint Roch le dimanche suivant le 15 août[25].

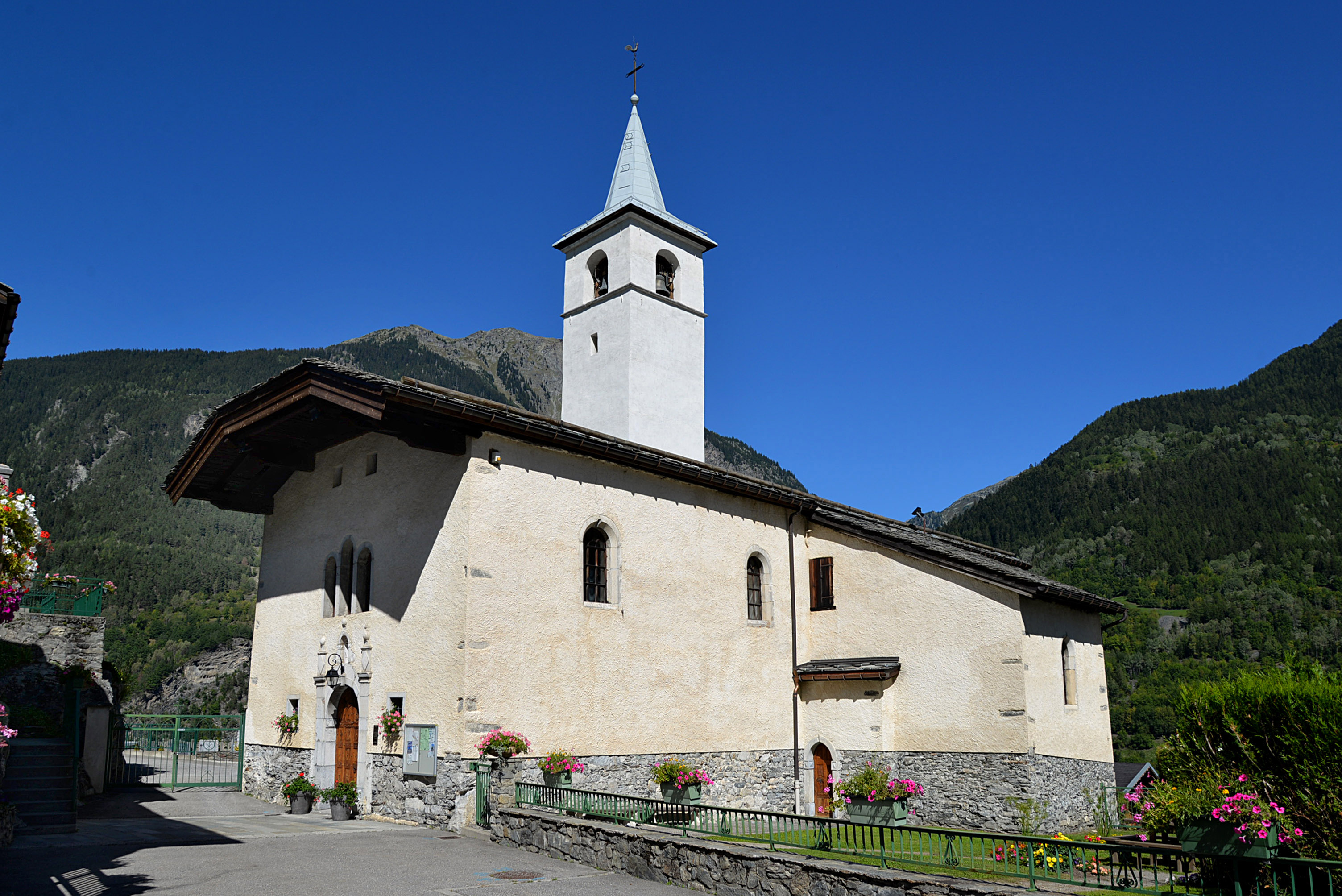
L'église Notre-Dame de l'Assomption.
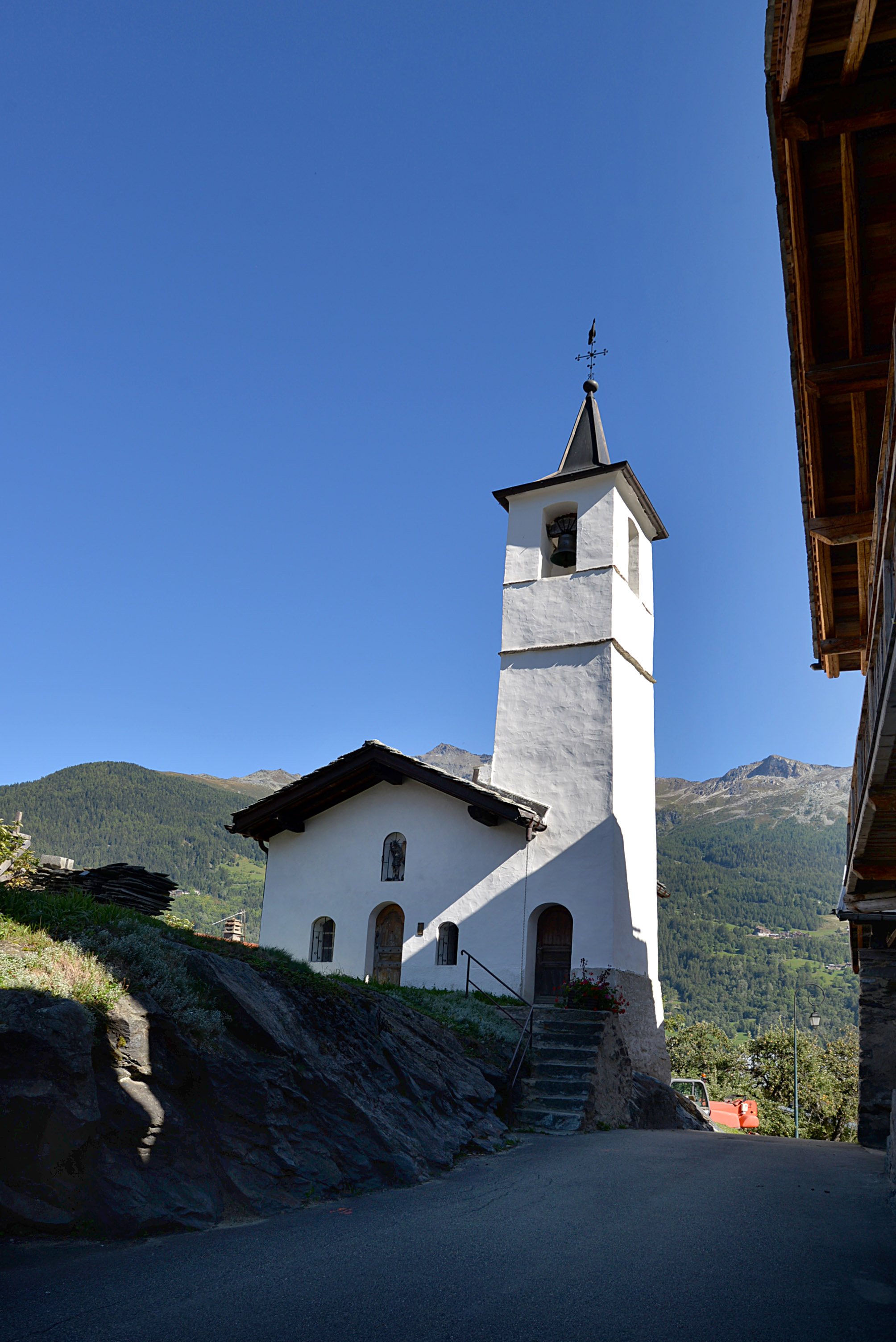
La chapelle Saint-Michel (Le Pré).
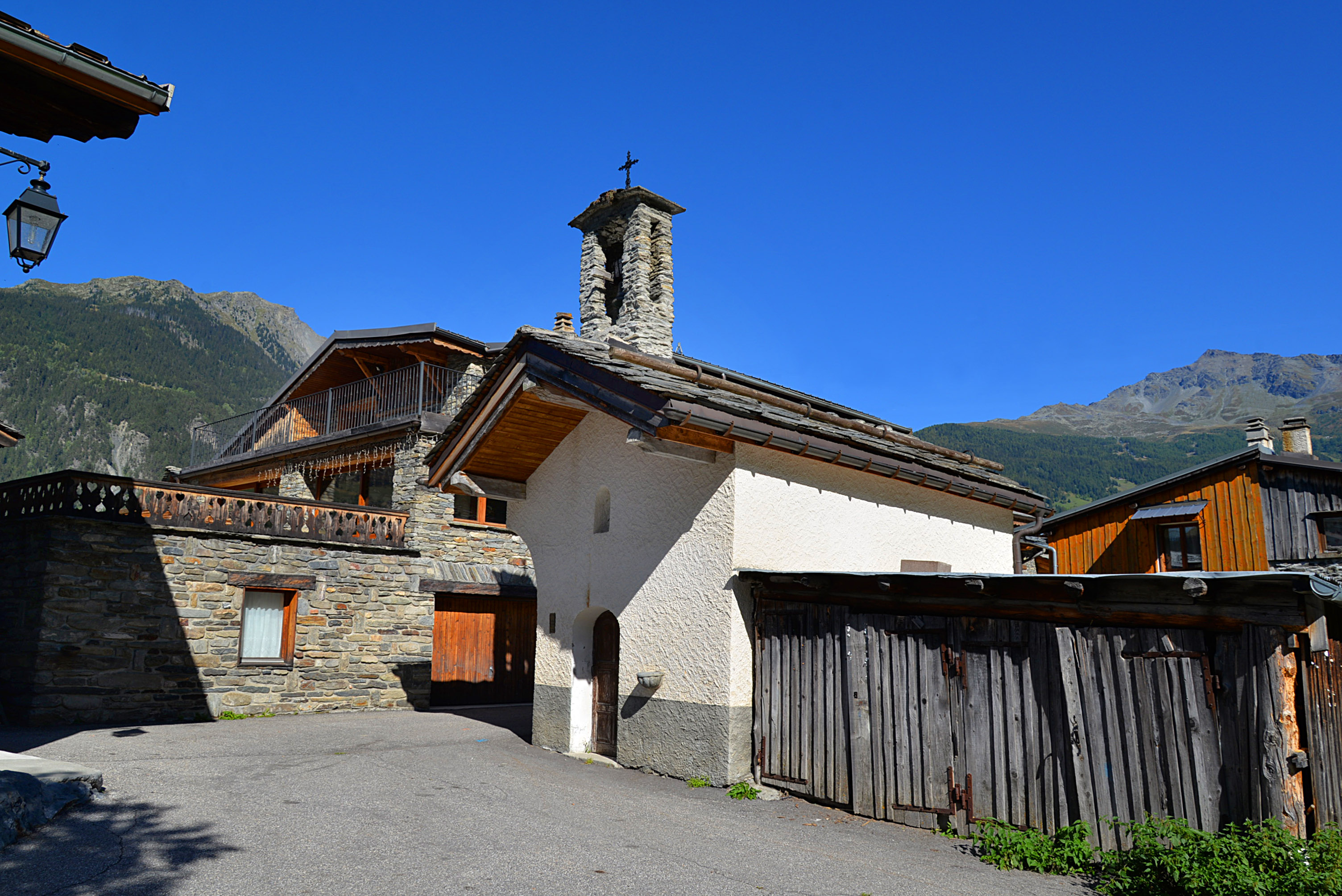
La chapelle Saint-Jean-Baptiste (Pré Derrière).
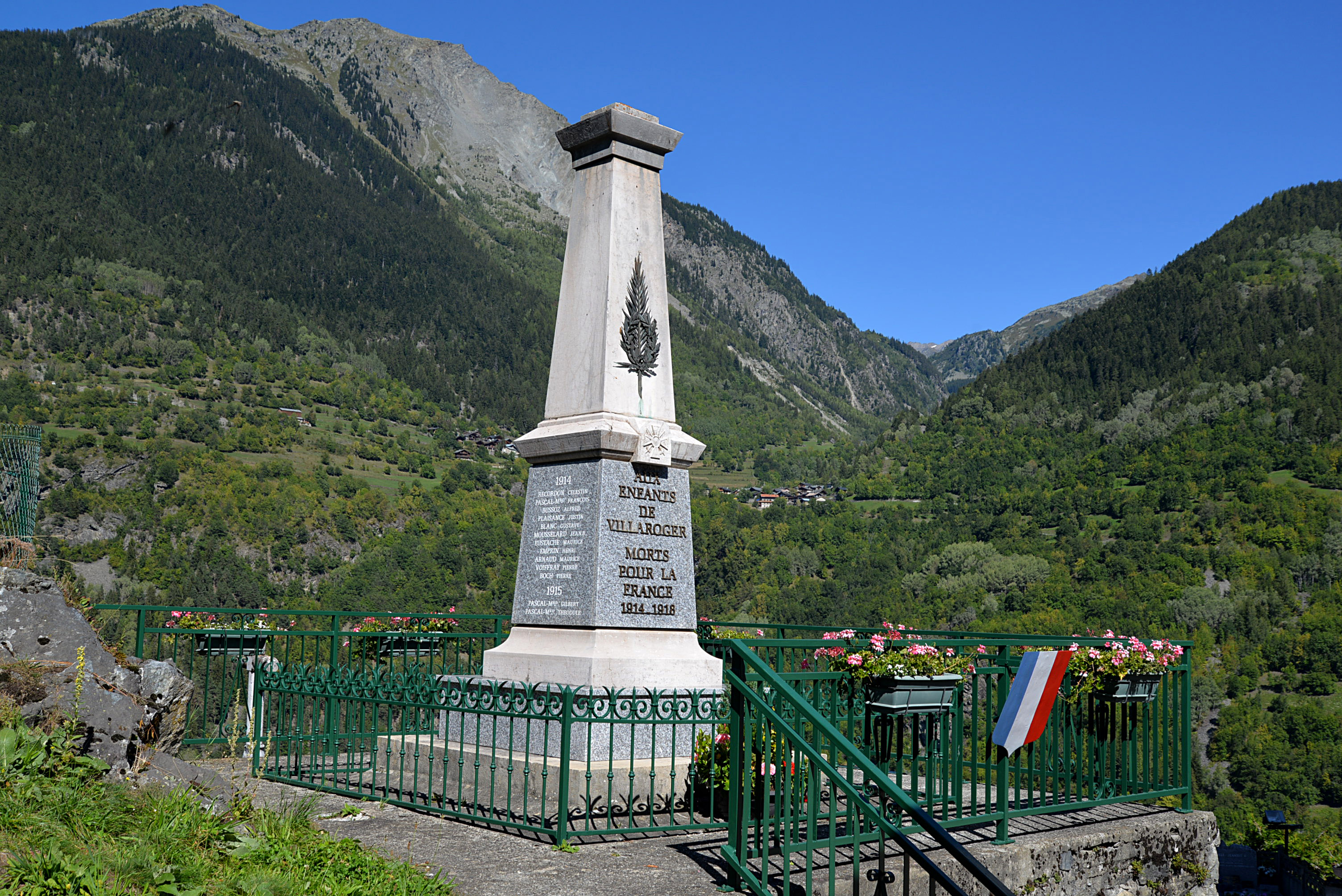
Le monument aux morts.
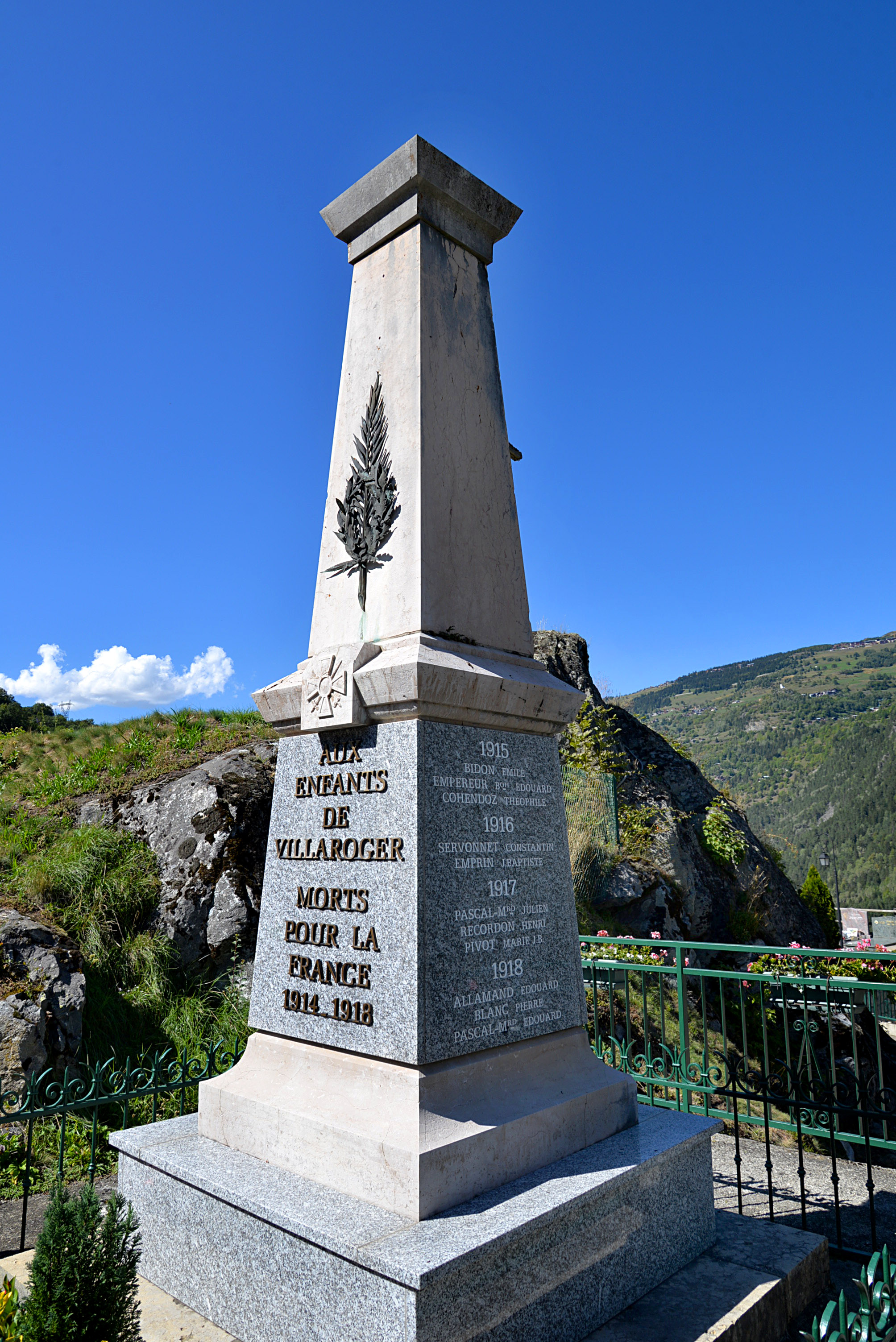
Le monument aux morts.